# Trevesia sundaica
Trevesia sundaica är en araliaväxtart som beskrevs av Friedrich Anton Wilhelm Miquel. Trevesia sundaica ingår i släktet Trevesia och familjen araliaväxter. Inga underarter finns listade.